# Зеленогайський сільський округ
Зеленога́йський сільський округ (каз. Зеленый Гай ауылдық округі, рос. Зелёногайский сельский округ) — адміністративна одиниця у складі Тайиншинського району Північноказахстанської області Казахстану. Адміністративний центр — село Зелений Гай.
Населення — 1705 осіб (2021; 2108 у 2009, 2653 у 1999, 3754 у 1989).
Станом на 1989 рік існувала Зеленогайська сільська рада (село Жаркайин, Зелений Гай) колишнього Чкаловського району, село Новогречановка перебувало у складі Новодворовської сільської ради. Село Жаркайин було ліквідоване 2013 року.

## Склад
До складу округу входять такі населені пункти:
| Населений пункт      | Старі назви | Населення, осіб (1989) | Населення, осіб (1999) | Населення, осіб (2009) | Населення, осіб (2021) |
| -------------------- | ----------- | ---------------------- | ---------------------- | ---------------------- | ---------------------- |
| Жаркайин, село       | -           | 80                     | 58                     | 26                     | -                      |
| Зелений Гай, село    | -           | 2260                   | 1803                   | 1484                   | 1323                   |
| Новогречановка, село | -           | 1414                   | 792                    | 598                    | 382                    |